# EP u softbolu 1995.
2. EP u softbolu se održalo u Danskoj, u Hørsholmu, od 10. do 16. srpnja 1995.

## Konačna ljestvica
| Mj. | Država     |
| --- | ---------- |
| 1.  | Nizozemska |
| 2.  | Danska     |
| 3.  | Češka      |
| 4.  | Slovačka   |
| 5.  | Izrael     |
| 6.  | Francuska  |
| 7.  | Norveška   |
| 8.  | Rusija     |
| 9.  | Njemačka   |